# 2012年ロシア大統領選挙

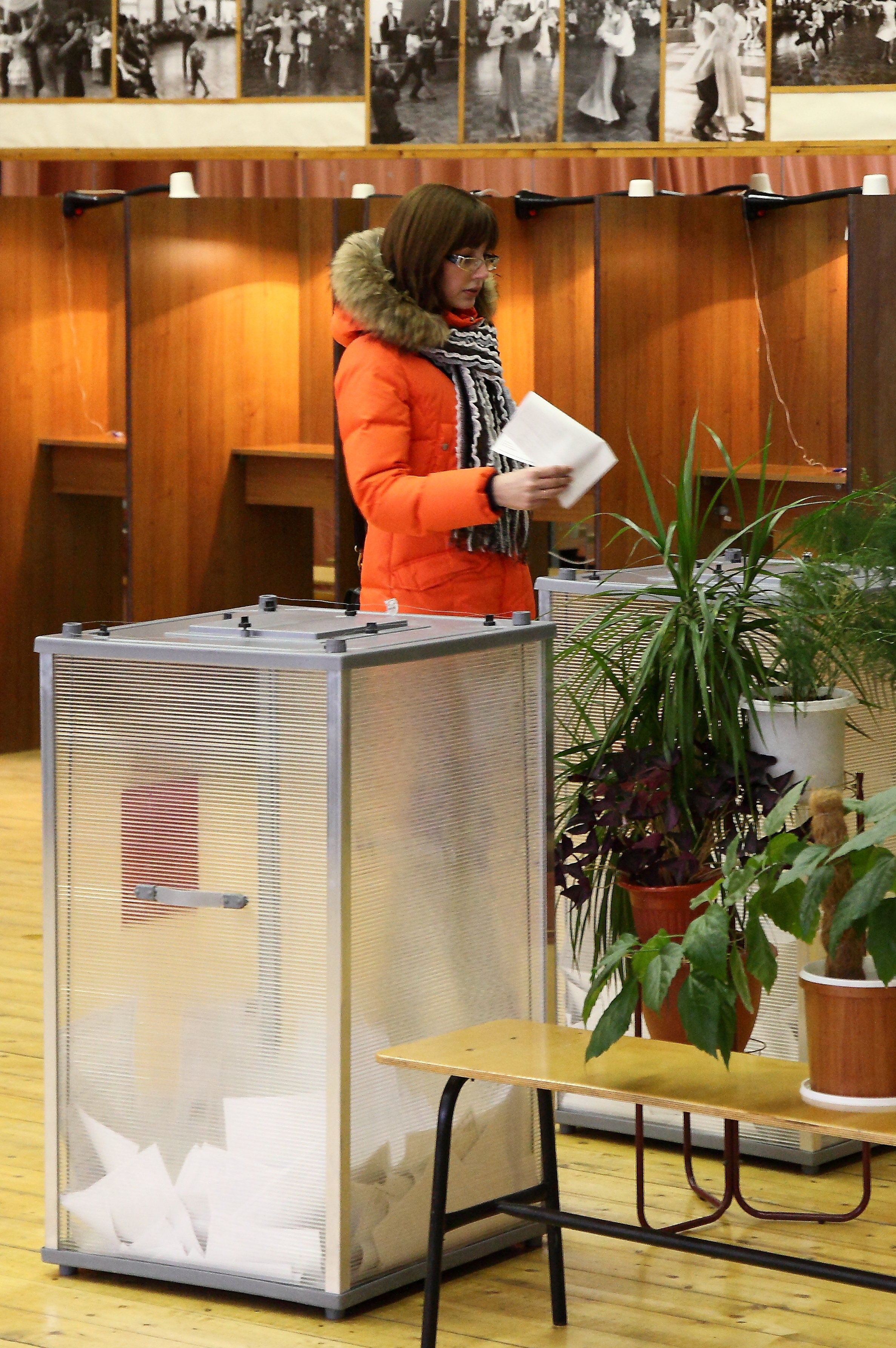
投票の様子

2012年ロシア大統領選挙（2012ねんロシアだいとうりょうせんきょ）は、2012年3月4日に行われたロシア連邦の大統領選挙である。ドミートリー・メドヴェージェフ大統領の1期4年の任期満了に伴い実施された。
選挙の結果、前大統領のウラジーミル・プーチン首相が6割を超す得票率で当選を決めたが、プーチンの対立候補・反対勢力からは、選挙が公正に行われなかったとして抗議の声があがったほか、選挙監視を行った欧州安全保障協力機構 (OSCE) からは「不公平な選挙であった」と評された。
もっとも、野党側が有力な統一候補を出せなかった影響などもあり、プーチンの勝利に対する、前年下院選時に発生したような大規模な抗議行動は起こらなかった。

## 概要
2008年末の憲法改正により、ロシアの大統領の任期は4年から6年に延長され、本選挙の当選者より適用されることとなる。
前年12月に行われた下院選挙では政権側による不正があったことが指摘され、このため大規模な反政府運動が起こるに至った。このため批判の対象となっていたプーチン首相はデモ発生後、全ての投票所に監視カメラを合計9万台以上設置する考えを明らかにするなど公正さ確保のアピールに追われた。また大統領選挙1週間前の2012年2月26日には、公平な大統領選挙の要求を目的としたデモが発生。モスクワで「人間の鎖」によってクレムリンを取り囲み、数万人が参加した。選挙直前の2月27日にはプーチン殺害を目論んだとして容疑者が逮捕されたとも報じられた。
選挙戦そのものは事前の世論調査の結果からプーチンの圧勝が確実視されていたため、むしろ1回目の投票でプーチンが過半数の得票を確保できるか（二回投票制が規定する決選投票に縺れ込まないか）、また投票率がどこまで伸びるかが焦点となった。実際にはプーチンが1回目の投票で63.60％を獲得し当選を決めた。
なお投票の様子はウェブカメラを用いてインターネットで中継された。このため総額1億3700万ドルをかけてロシア全土に10万台以上のカメラ付きパソコンが導入され、このうち富士通が2万5千台を納入している。

## 候補者
プロホロフ以外は全て以前の大統領選挙への出馬経験を持つ（当選経験はプーチンのみ）。
- ウラジーミル・プーチン - 統一ロシア党首
- ゲンナジー・ジュガーノフ - ロシア連邦共産党党首
- セルゲイ・ミロノフ - 公正ロシア党首
- ウラジーミル・ジリノフスキー - ロシア自由民主党党首
- ミハイル・プロホロフ - 実業家

### 登録不許可とされた候補者
- ミハイル・カシヤノフ - 国民自由党党首。2011年の下院選の政党登録の許可が当局から下りなかったため大統領選挙にも出馬できなくなった。カシヤノフ側はプーチンによる恣意的決定であると非難している[10]。
- エドワルド・リモノフ
- グリゴリー・ヤブリンスキー - ヤブロコ

など。

## 選挙結果
| 候補者                             | 所属政党         | 得票数      | 得票率 |
| ---------------------------------- | ---------------- | ----------- | ------ |
| ウラジーミル・プーチン             | 統一ロシア       | 45,602,075  | 63.60  |
| ゲンナジー・ジュガーノフ           | ロシア連邦共産党 | 12,318,353  | 17.18  |
| ミハイル・プロホロフ               | 無所属           | 5,722,508   | 7.98   |
| ウラジーミル・ジリノフスキー       | ロシア自由民主党 | 4,458,103   | 6.22   |
| セルゲイ・ミロノフ                 | 公正ロシア       | 2,763,935   | 3.85   |
| 有効票                             | 有効票           | 70,864,974  | 98.83  |
| 無効票・白票                       | 無効票・白票     | 836,691     | 1.17   |
| 投票総数                           | 投票総数         | 71,701,665  | 100.00 |
| 有権者（投票率）                   | 有権者（投票率） | 109,610,812 | 65.41  |
| 出典：ロシア連邦中央選挙管理委員会 |                  |             |        |

## 選挙違反
国際監視団を派遣した欧州安全保障協力機構(OSCE)は、3月5日の選挙報告で「選挙は現首相であるプーチンに有利な条件で行われ、不公平な選挙であった」と結論づけた。また米国務省のビクトリア・ヌーランド報道官は、国際監視団の報告を支持し、ロシア政府に不正を調査するよう呼びかけた。
一方、当選したプーチン首相は、選挙戦への批判に対して不正はあったとし、有権者全員が理解できるよう解明する必要があると述べながらも再選挙には応じない姿勢を示した。